# The Hand of God (phim)
The Hand of God (tựa gốc tiếng Ý: È stata la mano di Dio, tạm dịch: Chính bàn tay của Chúa) là một bộ phim chính kịch Ý năm 2021 do Paolo Sorrentino viết kịch bản, đạo diễn và sản xuất, chủ yếu dựa trên kí ức về thời niên thiếu của chính Sorrentino. Xoay quanh chuyện gia đình và những đam mê, hoài bão của một chàng trai trẻ đến từ Napoli do Filippo Scotti thủ vai, bộ phim còn có sự tham gia của Toni Servillo, Teresa Saponangelo, Marlon Joubert, Luisa Ranieri, Renato Carpentieri, Massimiliano Gallo, Betti Pedrazzi, Biagio Manna và Ciro Capano.
Tại Liên hoan phim quốc tế Venezia lần thứ 78, The Hand of God đã cạnh tranh cho giải Sư tử vàng và giành được Giải đặc biệt của Ban Giám khảo, ngoài ra nam diễn viên chính trẻ tuổi của bộ phim, Filippo Scotti, cũng nhận được Giải Marcello Mastroianni, một giải thưởng trao cho diễn viên mới nổi bật. Tác phẩm có mặt tại một số lượng rạp hạn chế vào ngày 24 tháng 11 năm 2021 và sau đó được phát hành trên nền tảng xem phim trực tuyến Netflix vào ngày 15 tháng 12 năm 2021. Bộ phim đại diện cho Ý tham gia cạnh tranh tượng vàng Phim quốc tế hay nhất tại lễ trao giải Oscar lần thứ 94.

## Nội dung
Những năm 1980 ở Napoli, Fabietto Schisa trải qua thời niên thiếu đầy vô tư bên gia đình, nhưng cuộc sống êm ấm của họ bắt đầu xuất hiện vài xáo trộn. Người dì xinh đẹp có lối cư xử bất cần, phóng khoáng của Fabietto, Patrizia, vì muốn có thai mà đến gặp Thánh Gianuariô và một tiểu linh mục, nhưng bị chồng là Franco đánh đập do nghi ngờ cô đi làm gái. Anh trai của Fabietto, một diễn viên đang chật vật trên con đường sự nghiệp, bị đạo diễn nổi tiếng Federico Fellini từ chối trong một buổi thử vai. Mẹ của Fabietto phát hiện ra chồng mình ngoại tình và đuổi ông ra khỏi nhà sau một cuộc cãi vã dữ dội. Cùng lúc, câu lạc bộ bóng đá Napoli chiêu mộ thành công ngôi sao Diego Maradona. Sự kiện lịch sử này khiến cả thành phố Napoli chìm trong sự phấn khích, còn với Fabietto vốn có tính cách cực kì nhạy cảm, đây còn là chỗ dựa về mặt tinh thần để cậu vượt qua mọi nỗi buồn.
Cha mẹ của Fabietto làm hòa và mua một căn biệt thự nghỉ mát ở Roccaraso. Một ngày nọ, họ định cùng Fabietto đến đó để tận hưởng kỳ nghỉ cuối tuần, nhưng cậu con trai từ chối vì muốn đi xem thần tượng Maradona của mình thi đấu trong trận bóng cuối tuần đó. Hôm ấy, cha mẹ cậu qua đời vì hệ thống sưởi của căn biệt thự bị rò rỉ khí carbon monoxide. Bi kịch khiến anh em nhà Schisa rơi vào tuyệt vọng và đau đớn, đặc biệt là Fabietto vì cậu bị các bác sĩ ngăn không cho nhìn thấy thi thể cha mẹ mình lần cuối. Cậu cũng nhận ra rằng nếu không ở lại Napoli xem Maradona thi đấu thì có thể cậu đã chết, mà theo lời một người chú của Fabietto thì "chính bàn tay của Chúa" đã cứu cậu.
Fabietto lần đầu trải nghiệm quan hệ thể xác với nữ Nam tước già hàng xóm và kết bạn với một kẻ buôn lậu, người đã dẫn cậu đi khám phá thế giới ngầm ở Napoli. Fabietto bắt đầu nảy sinh mong muốn được học làm phim sau khi xem một bộ phim phong cách siêu thực của Antonio Capuano và những vở kịch của một nữ diễn viên có tiếng. Trong khi đó, dì Patrizia phải nhập viện tâm thần và kể với Fabietto khi cậu đến thăm rằng sau chuỗi ngày bị chồng đánh đập dẫn đến sảy thai, chính cô đã yêu cầu được nhập viện dù không hề hoá điên, cốt chỉ để thoát khỏi cuộc sống bị đày đoạ; do đó, Fabietto nảy sinh ý định chuyển đến Rome. Tình thân nhà Schisa xuất hiện những vết rạn nứt khi Fabietto nghe anh trai mình nói rằng anh không muốn lo nghĩ cho tương lai nhằm trốn tránh nỗi đau ở thực tại, còn chị gái Fabietto tiết lộ cho cậu rằng cậu có một đứa em trai cùng cha khác mẹ – kết quả mối quan hệ ngoài luồng của cha cậu.
Trong một buổi biểu diễn của nữ diễn viên nọ, Fabietto chứng kiến cảnh Antonio Capuano ngang nhiên chỉ trích nặng nề những thiếu xót trong diễn xuất của cô diễn viên giữa đám đông khán giả. Fabietto có một cuộc trò chuyện dài với vị đạo diễn tài danh và bày tỏ mong muốn được đến Rome để học về điện ảnh, nhưng Capuano cho rằng cậu chỉ đang cố trốn chạy khỏi nỗi đau của mình, dạy cậu rằng điện ảnh không bao giờ có thể chữa lành vết thương tinh thần, khuyên cậu đừng chỉ biết trốn chạy và thậm chí còn mời cậu cùng làm phim. Sau cuộc trò chuyện này, Fabietto thêm quyết tâm đến Rome. Trên chuyến hành trình xe lửa, Fabietto nhìn thấy một tiểu linh mục, người nở một nụ cười đầy hiền hậu với cậu.

## Diễn viên
- Filippo Scotti vai Fabietto Schisa, thiếu niên đến từ Napoli có niềm đam mê lớn lao dành cho Maradona và sau này là điện ảnh.
- Toni Servillo vai Saverio Schisa, cha của Fabietto
- Teresa Saponangelo vai Maria Schisa, mẹ của Fabietto
- Luisa Ranieri vai Patrizia, dì của Fabietto
- Massimiliano Gallo vai Franco, chồng của Patrizia
- Renato Carpentieri vai Alfredo, chú của Fabietto
- Marlon Joubert vai Marchino Schisa, anh trai của Fabietto
- Betti Pedrazzi vai nữ Nam tước Focale, hàng xóm nhà Schisa
- Biagio Manna vai Armando, người bạn mới quen hành nghề buôn lậu của Fabietto
- Ciro Capano vai Antonio Capuano, vị đạo diễn nổi tiếng
- Enzo De Caro vai Thánh Gianuariô
- Sofya Gershevich vai Yulia, nữ diễn viên nổi tiếng
- Roberto Oliveri vai Maurizio
- Lino Musella vai Marriettiello
- Cristiana Dell'Anna vai em gái của Armando
- Monica Nappo vai Silvana
- Carmen Pommella vai Annarella
- Adriano Saleri vai trợ lý của Fellini

## Sản xuất
Ngày 8 tháng 7 năm 2020, báo chí đưa tin Paolo Sorrentino sẽ viết kịch bản, đạo diễn và sản xuất bộ phim có tựa đề The Hand of God cho Netflix. Chỉ ba ngày sau đó, luật sư của Diego Maradona đưa ra thông báo rằng danh thủ bóng đá này đang lên kế hoạch khởi kiện Sorrentino vì sử dụng hình ảnh của Maradona khi chưa được sự cho phép, cũng như vì vị đạo diễn dùng một cụm từ đã được Maradona đăng ký thương hiệu độc quyền – "Bàn tay của Chúa" – làm tiêu đề cho bộ phim. Cụm từ này vốn chỉ bàn thắng của Maradona vào lưới đội tuyển Anh tại Giải vô địch bóng đá thế giới 1986. Dù vậy, trước đó Netflix đã nhấn mạnh rằng The Hand of God không phải là một bộ phim về thể thao hay về Maradona mà thay vào đó là một tác phẩm tự truyện kể về thời niên thiếu của Sorrentino. Toni Servillo, người thường xuyên có mặt trong các bộ phim của Sorrentino trong đó có tác phẩm dành tượng vàng Oscar 2014 cho Phim quốc tế hay nhất, The Great Beauty, gia nhập dàn diễn viên của The Hand of God vào tháng 9 năm 2020. Bộ phim bấm máy cùng tháng đó tại Napoli, Ý.

## Phát hành

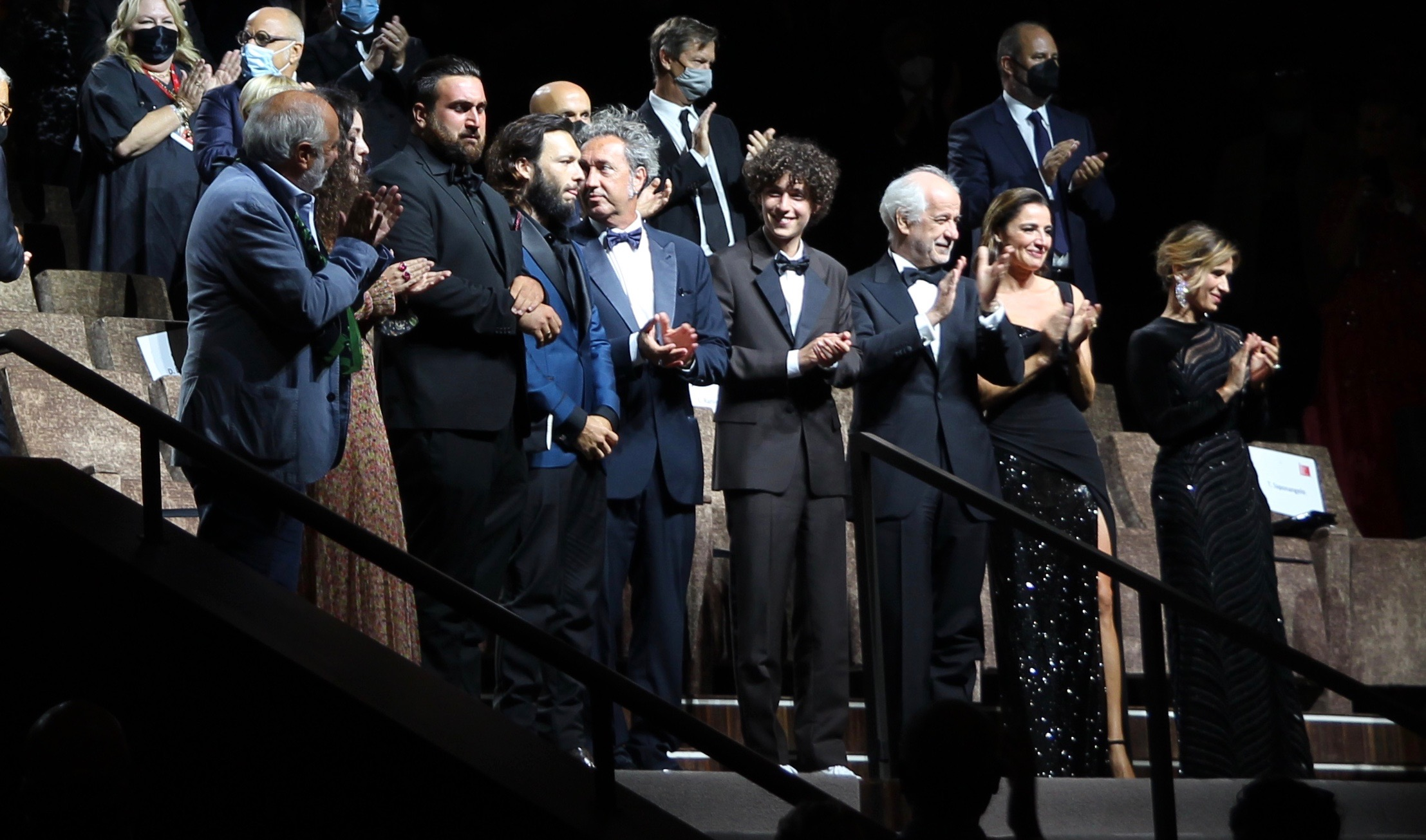
Dàn diễn viên cùng đạo diễn Paolo Sorrentino trong buổi chiếu ra mắt bộ phim tại Liên hoan phim Venezia năm 2021

The Hand of God có buổi chiếu ra mắt toàn cầu vào ngày 2 tháng 9 năm 2021 tại Liên hoan phim quốc tế Venezia lần thứ 78 và được Netflix phát hành trên toàn thế giới trên nền tảng xem phim trực tuyến này vào ngày 15 tháng 12 năm 2021.

## Đón nhận

### Đánh giá chuyên môn
Trên hệ thống tổng hợp kết quả đánh giá Rotten Tomatoes, The Hand of God có tỷ lệ đánh giá tích cực là 83% dựa trên nhận xét của 133 nhà phê bình, với điểm trung bình là 7,30/10. Phần đánh giá chung của phim trên trang web này có nội dung: "The Hand of God không phải là tác phẩm hay nhất của Sorrentino nhưng bộ phim về tuổi mới lớn với những cảnh quay tuyệt đẹp này đã ngân lên một giai điệu nhẹ nhàng mà đầy thu hút." Trên trang Metacritic, số điểm trung bình của phim là 76/100 dựa trên 36 đánh giá, cho thấy "các đánh giá nhìn chung là tích cực".

### Giải thưởng
| Giải thưởng                                    | Ngày trao giải       | Hạng mục                                      | Đề cử cho                         | Kết quả      | Chú thích |
| ---------------------------------------------- | -------------------- | --------------------------------------------- | --------------------------------- | ------------ | --------- |
| Giải Oscar                                     | 27 tháng 3 năm 2022  | Phim quốc tế hay nhất                         | The Hand of God                   | Chưa công bố | [ 9 ]     |
| Giải thưởng của Hiệp hội phê bình phim da màu  | 22 tháng 12 năm 2021 | Phim ngoại ngữ hay nhất                       | The Hand of God                   | Đoạt giải    | [ 10 ]    |
| Giải Lựa chọn của giới phê bình điện ảnh       | 9 tháng 1 năm 2022   | Phim ngoại ngữ hay nhất                       | The Hand of God                   | Chưa công bố | [ 11 ]    |
| Hiệp hội phê bình phim Dallas–Fort Worth       | 20 tháng 12 năm 2021 | Phim ngoại ngữ hay nhất                       | The Hand of God                   | Đề cử        | [ 12 ]    |
| Hiệp hội phê bình phim Dublin                  | 21 tháng 12 năm 2021 | Quay phim xuất sắc nhất                       | Daria D'Antonio                   | Đề cử        | [ 13 ]    |
| Giải thưởng Điện ảnh châu Âu                   | 11 tháng 12 năm 2021 | Phim hay nhất                                 | The Hand of God                   | Đề cử        | [ 14 ]    |
| Giải thưởng Điện ảnh châu Âu                   | 11 tháng 12 năm 2021 | Đạo diễn xuất sắc nhất                        | Paolo Sorrentino                  | Đề cử        | [ 14 ]    |
| Giải thưởng Điện ảnh châu Âu                   | 11 tháng 12 năm 2021 | Kịch bản xuất sắc nhất                        | Paolo Sorrentino                  | Đề cử        | [ 14 ]    |
| Hiệp hội phê bình phim Florida                 | 22 tháng 12 năm 2021 | Phim ngoại ngữ hay nhất                       | The Hand of God                   | Đoạt giải    | [ 15 ]    |
| Giải Quả cầu vàng                              | 9 tháng 1 năm 2022   | Phim ngoại ngữ hay nhất                       | The Hand of God                   | Chưa công bố | [ 16 ]    |
| Hiệp hội các nhà phê bình phim London          | 6 tháng 2 năm 2022   | Phim ngoại ngữ hay nhất                       | The Hand of God                   | Chưa công bố | [ 17 ]    |
| Liên hoan phim Luân Đôn BFI                    | 17 tháng 10 năm 2021 | Phim hay nhất                                 | Paolo Sorrentino                  | Đề cử        | [ 17 ]    |
| Liên hoan phim Middleburg                      | 21 tháng 10 năm 2021 | Giải Spotlight Quốc tế                        | Paolo Sorrentino                  | Đoạt giải    | [ 18 ]    |
| Liên hoan phim Mill Valley                     | 17 tháng 10 năm 2021 | Giải thưởng của liên hoan phim                | Paolo Sorrentino & Filippo Scotti | Đoạt giải    | [ 17 ]    |
| Liên hoan phim Newport Beach                   | 28 tháng 10 năm 2021 | Phim quốc tế hay nhất                         | Paolo Sorrentino                  | Đoạt giải    | [ 19 ]    |
| Liên hoan phim quốc tế Palm Springs            | 28 tháng 10 năm 2021 | Phim ngoại ngữ hay nhất                       | Paolo Sorrentino                  | Chưa công bố | [ 20 ]    |
| Hiệp hội phê bình phim Phoenix                 | 18 tháng 12 năm 2021 | Phim ngoại ngữ hay nhất                       | The Hand of God                   | Đề cử        | [ 21 ]    |
| Giải thưởng của Hiệp hội phê bình phim Phoenix | 18 tháng 12 năm 2021 | Phim ngoại ngữ hay nhất                       | The Hand of God                   | Đoạt giải    | [ 22 ]    |
| Giải Satellite                                 | 5 tháng 1 năm 2022   | Phim ngoại ngữ hay nhất                       | The Hand of God                   | Chưa công bố | [ 23 ]    |
| Hiệp hội phê bình phim St. Louis               | 19 tháng 12 năm 2021 | Phim quốc tế hay nhất                         | The Hand of God                   | Á quân       | [ 24 ]    |
| Liên hoan phim Sydney                          | 15 tháng 11 năm 2021 | Phim hay nhất                                 | Paolo Sorrentino                  | Đề cử        | [ 25 ]    |
| Liên hoan phim Venezia                         | 11 tháng 9 năm 2021  | Giải Sư tử vàng                               | Paolo Sorrentino                  | Đề cử        | [ 14 ]    |
| Liên hoan phim Venezia                         | 11 tháng 9 năm 2021  | Giải đặc biệt của Ban Giám khảo               | Paolo Sorrentino                  | Đoạt giải    | [ 14 ]    |
| Liên hoan phim Venezia                         | 11 tháng 9 năm 2021  | Giải Marcello Mastroianni                     | Filippo Scotti                    | Đoạt giải    | [ 14 ]    |
| Liên hoan phim Venezia                         | 11 tháng 9 năm 2021  | Giải Pasinetti cho phim hay nhất              | Paolo Sorrentino                  | Đoạt giải    | [ 14 ]    |
| Liên hoan phim Venezia                         | 11 tháng 9 năm 2021  | Giải Pasinetti cho nữ diễn viên xuất sắc nhất | Teresa Saponangelo                | Đoạt giải    | [ 14 ]    |